# Chastre
Chastre (wallonisch Tchåsse) ist eine Gemeinde in der französischsprachigen Provinz Wallonisch-Brabant in Belgien. Sie besteht aus sieben Ortsteilen: Blanmont, Chastre, Cortil-Noirmont, Gentinnes, Saint-Géry und Villeroux.
Der Name Chastre leitet sich vom lateinischen castrum (befestigtes Lager) ab.
In Chastre wurde 1895 der Pianist und Komponist Séverin Moisse geboren.